# Svitlana Mankova
Svitlana Mankova   (Iekaterinburg, 1 de desembre de 1962) és una exjugadora d'handbol russa de naixement però nacionalitzada ucraïnesa que va competir sota bandera de la Unió Soviètica durant la de dècada de 1980.
El 1988 va prendre part en els Jocs Olímpics de Seül, on guanyà la medalla de bronze en la competició d'handbol. En el seu palmarès també destaquen una medalla d'or al campionat del món d'handbol de 1986.
A nivell de clubs jugà al Spartak de Kíev amb qui guanyà diverses lligues soviètiques i dues Copes d'Europa 1987, 1988).